# 卡爾維尼鄉
45°14′45″N 26°18′0″E / 45.24583°N 26.30000°E
卡爾維尼鄉（羅馬尼亞語：Comuna Calvini, Buzău），是羅馬尼亞的鄉份，位於該國東南部，由布澤烏縣負責管轄，面積59平方公里，海拔高度320米，2007年人口4,444，人口密度每平方公里75人。